# Roses of Memory
Roses of Memory è un cortometraggio muto del 1915 scritto e diretto da Edward C. Taylor.

## Produzione
Il film fu prodotto dalla Edison Company.

## Distribuzione
Distribuito dalla General Film Company, il film - un cortometraggio in una bobina - uscì nelle sale cinematografiche USA il 27 novembre 1915.